# Hopewell (Pennsylvania)
Hopewell  è una borough degli Stati Uniti d'America, nella contea di Bedford nello Stato della Pennsylvania. Secondo il censimento del 2000 la popolazione è di 222 abitanti.

## Società

### Evoluzione demografica
La composizione etnica vede un'esclusività della razza bianca (100.00%), dati del 2000.
| borough di Hopewell Popolazione |     |
| 2000                            | 222 |
| Stima al 2009                   | 208 |